# C15H16N2
分子式C15H16N2（摩尔质量：224.307 g/mol）可以指：
- 脱羧麦角酸，CAS号：51867-17-5
- YM-280193，PubChem CID：11009616

|  | 这个同类索引页列出了具有相同分子式的化学物（即同分異構體）条目。 除非您是有意链接至本页，否则应将相应条目的内部链接指向正确的条目。 |